# Gualtiero Brissoni
Gualtiero Brissoni   (Scanzorosciate, 2 de febrer de 1954) és un històric pilot d'enduro italià, guanyador de cinc Campionats d'Europa (tres en 125 cc i dos en 250 cc). Obtingué nombrosos èxits als ISDE, destacant-ne la victòria absoluta a l'edició de 1982 celebrada a Txecoslovàquia.
Havent debutat a 15 anys, Brissoni es mantingué en primera línia durant anys, aconseguint nombrosos títols europeus i italians d'enduro en una època amb rivals de gran nivell com ara Alessandro Gritti, Harald Sturm, Jiri Stodulka o Rolf Witthöft. Un cop retirat de la competició, després d'uns anys de parèntesi tornà a prendre part en algunes proves importants i competicions per a veterans, guanyant-ne encara Campionats d'Itàlia fins a començaments del segle xxi. El 2016 va ser nomenat FIM Legend. Brissoni resideix a la frazione de Tribulina, a Scanzorosciate (província de Bèrgam).

## Palmarès
- 5 Campionats d'Europa d'enduro: 
  - 1978: 250cc, amb SWM
  - 1979: 125cc, amb SWM
  - 1980: 125cc, amb SWM
  - 1981: 125cc, amb Fantic
  - 1982: 250cc, amb Husqvarna
- 8 Campionats d'Itàlia d'enduro per categories: 1976 - 1983
- 4 Campionats d'Itàlia d'enduro absoluts: 1980 - 1983
- 6 Campionats d'Itàlia d'enduro major: 1997, 1999, 2000, 2001, 2003, 2007
- 4 Victòries a la Valli Bergamasche (1973, 1974, 1978, 1979)
- 2 Victòries a la Valli Bergamasche Revival
- Campió d'Itàlia de motocròs júnior 125cc el 1975
- 7è al Campionat del Món de motocròs 125cc el 1975

### Palmarès als ISDE
- 1 Victòria absoluta (1982, Txecoslovàquia)
- 1 Victòria per categoria (1982, 250cc)
- 1 Victòria al Vas amb l'equip italià (1975, Illa de Man)
- 12 medalles d'or (en 15 participacions).